# Thác Bạt Dư
Thác Bạt Dư (tiếng Trung: 拓拔余; bính âm: Tuòbá Yú, ? - 452), gọi theo thụy hiệu là Nam An Vương (南安王), là hoàng đế thứ tư của Bắc Ngụy, trị vì trong một thời gian ngắn ngủi của triều Bắc Ngụy trong lịch sử Trung Quốc. Ông được hoạn quan Tông Ái (宗愛) đưa lên ngai vàng sau khi Tông ám sát Thái Vũ Đế vào mùa xuân năm 452, và Tông cũng đã nắm phần lớn quyền kiểm soát trong thời gian Thác Bạt Dư trị vì. Sau đó, Tông cũng đã ám sát Thác Bạt Dư khi Dư cố khẳng định quyền lực của mình, song sau đó một nhóm triều thần đã lật đổ Tông và đưa một cháu trai của Thác Bạt Dư, Thác Bạt Tuấn (con trai của anh trai ông là Thái tử Thác Bạt Hoảng, người đã chết từ trước đó), lên ngôi trở thành Văn Thành Đế.

## Bối cảnh
Không rõ về thời điểm Thác Bạt Dư sinh ra, song ông là người nhỏ tuổi nhất trong số sáu người con trai của Thái Vũ Đế còn sống qua tuổi thơ ấu. Mẹ ông là Uất Cửu Lư thị, bà là em gái của Sắc Liên khả hãn Uất Cửu Lư Ngô Đế của Nhu Nhiên, việc bà trở thành vợ của Thái Vũ Đế nằm trong sự hòa giải hòa bình-hôn nhân giữa hai bên vào năm 434, theo đó Thái Vũ Đế kết hôn với bà trong khi gả một em gái hay em họ là Tây Hải công chúa cho Uất Cửu Lư Ngô Đề. Thác Bạt Dư được phong làm Ngô vương vào năm 442, và đến năm 450, khi phụ hoàng của ông đang tiến hành phản công sau một cuộc tấn công lớn của Lưu Tống, còn Thái tử Hoảng đang phòng thủ biên giới phương Bắc nhằm chống lại một cuộc tấn công có thể xảy ra từ Nhu Nhiên, Ngô vương đã được giao nhiệm vụ phụ trách trấn giữ kinh đô Bình Thành (平城, nay thuộc Đại Đồng, Sơn Tây), một dấu hiệu cho thấy rằng Thái Vũ Đế tin tưởng vào khả năng của Thác Bạt Dư. Nắm 452, ông được ban tước hiệu mới là Nam An vương.
Tại một thời điểm nào đó vào cuối thời gian trị vì của Thái Vũ Đế, Thác Bạt Dư trở nên thân mật với hoạn quan Tông Ái, người mà vào năm 451 đã vu cáo các thân cận của Thái tử Hoảng là Cừu Ni Đạo Thịnh (仇尼道盛) và Nhâm Bình Thành (任平城) phạm tội, khiến cho nhiều người phục tùng cho Thái tử bị hành hình còn bản thân Thái tử Hoàng lâm bệnh trong sợ hãi và cuối cùng đã qua đời. Đến mùa xuân năm 452, lo sợ rằng Thái Vũ Đế sẽ trừng phạt mình, Tông Ái đã ám sát Thái Vũ Đế. Các quan ban đầu đã không công bố về cái chết của Thái Vũ Đế, họ tranh cãi xem nên lập con trai cả của Thái tử Hoảng là Cao Dương vương Thác Bạt Tuấn  hay người con trai lớn tuổi nhất còn sống của Thái Vũ Đế là Đông Bình vương Thác Bạt Hàn (拓拔翰) lên ngôi. Bản thân Tông Ái có quan hệ không tốt với Thác Bạt Hàn, do đó ông ta đã triệu Thác Bạt Dư đến cung và giả mạo một chiếu chỉ của Hách Liên Hoàng hậu (chính thất của Thái Vũ Đế) để phục kích và xử tử tất cả các quan ủng hộ Thác Bạt Tuấn hay Thác Bạt Hàn. Sau đó, Tông Ái xử tử Thác Bạt Hàn và lập Thác Bạt Dư làm hoàng đế.

## Thời kỳ trị vì ngắn ngủi
Thác Bạt Dư tôn Hách Liên Hoàng hậu làm Thái hậu, và ông cũng phong cho Tông Ái một số vị trí cấp cao, gồm đại tư mã, đại tướng quân, thái sư. Tông Ái trên thực tế là người kiểm soát đế quốc, phong mình là Phùng Dực vương (馮翊王). Việc Thác Bạt Dư lên ngôi có lẽ đã không gặp phải phản đối lớn nào, song ông cũng biết mình đã bỏ qua các anh trai và cháu trai (theo nguyên tắc Nho giáo là người kế vị hợp pháp), và do đó ông đã cố gắng đạt được sự ủng hộ của các quan bằng cách ban cho họ các phần thưởng quá lớn, tuy nhiên, điều này lại dẫn đến ngân khố cạn kiệt.
Sử sách cũng mô tả Thác Bạt Dư là thường xuyên uống rượu, và thường dành thời gian cho những trò tiêu khiển và săn bắn, và dành ít thời gian cho việc nước. Tông Ái, với vai trò là thái sư, cũng phụ trách cấm quân của hoàng cung, ông ta trở nên cực kỳ kiêu ngạo. Cuối cùng, Thác Bạt Dư trở nên hết kiên nhẫn với trò hề của Tông Ái và lập kế hoạch tước bỏ quyền lực của hắn. Tuy nhiên, thông tin đã lọt đến tai Tông Ái, và đến mùa đông năm 452, trong khi Thác Bạt Dư đang tiến hành cúng tế Tiên Hoàng là Đạo Vũ Đế vào ban đêm, Tông Ái đã cử Giả Chu (賈周) đi ám sát hoàng đế. Ông ở trên ngai vàng chỉ trong bảy tháng. Một số quan lại sau đó đã lật đổ Tông Ái và lập Thác Bạt Tuấn làm hoàng đế (tức Văn Thành Đế). Văn Thành Đế đã chôn cất Thác Bạt Dư với vinh dự dành cho một thân vương hoàng gia chứ không phải hoàng đế, và truy thụy cho ông.